# Cynthia Carr (actriz)
Cynthia Carr (22 de enero de 1939, Fairfield, Connecticut) es una actriz estadounidense conocida gracias a su interpretación de Estelle Collingwood en la película The Last House on the Left (1972). Se trata de la única película que rodó como actriz.

## Filmografía
- The Last House on the Left (1972) - Estelle Collingwood

## Tomas de archivos
- Video Nasties: Moral Panic, Censorship & Videotape / Ella misma (2010 - documental)
- Ban the Sadist Videos! / Ella misma (2005 - documental)
- The American Nightmare / Ella misma (2000 - documental)